# Clàudia (nomen)
Clàudia (llatí: Claudia) fou el nom gentilici emprat per totes les dones pertanyents a la gens Clàudia, una de les més conegudes de l'Antiga Roma. La variant Clòdia (llatí: Clodia) respon a una pronúncia habitual entre els plebeus, i fou popularitzada per Publi Clodi Pulcre, que es canvià el nom de Claudi a Clodi per guanyar-se el favor del poble. Clàudia és el femení de Claudi, que significa 'coix' en llatí; segons la tradició, aquest nom arribà a Roma amb Api Claudi Sabí, un noble de la ciutat de Regil (descendent, segons el mite, de Clausus, amic d'Enees) que s'establí a Roma en els primers anys de la República; en sabí, el seu nom era Attus Clausus, equivalent al llatí Appius Claudius.

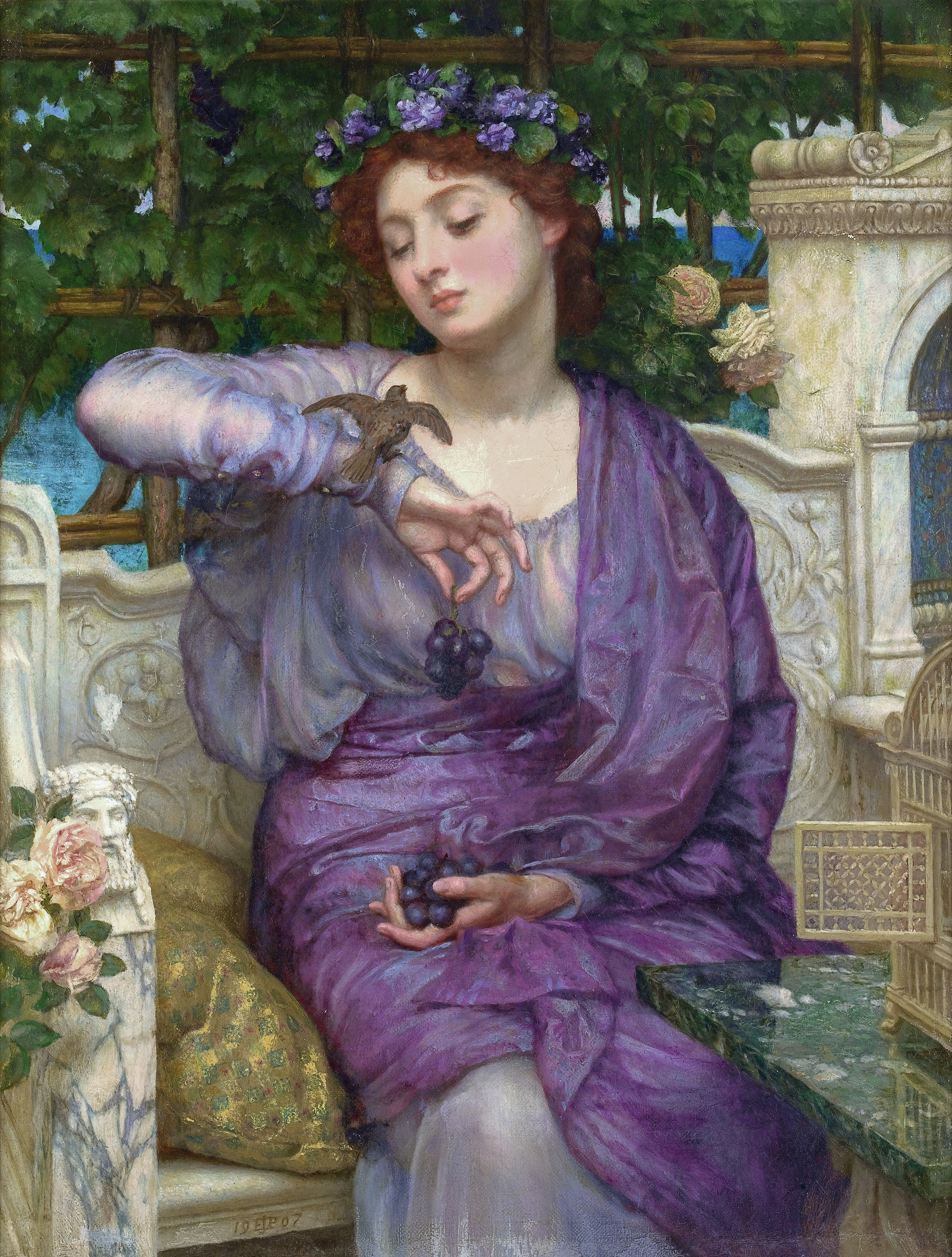
Clòdia Pulcra Quarta ha estat sovint identificada amb la Lèsbia de Catull

Segons la pràctica onomàstica romana dels darrers segles de la República i l'Imperi, les dones no tenien praenomen (nom de fonts) i, per tant, totes les germanes filles d'un Claudi es deien Clàudia. Per resoldre aquesta ambigüitat eren conegudes com a Maior i Minor (com era el cas de les germanes Clàudia Marcel·la la Major i Clàudia Marcel·la la Menor), si eren només dues, o per l'ordinal si eren més: Prima, Secunda, Tertia, Quarta, etc. (com era el cas de les germanes Clòdia Pulcra Tèrcia, Clòdia Pulcra Quarta i Clòdia Pulcra Quinta, essent el primer i el segon germans mascles). Els exemples anteriors mostren una altra pràctica també habitual que és la d'incloure el cognomen del pare en el nom de la filla, cosa que permetia distingir-la d'altres dones de la mateixa gens però altres famílies. Una altra manera d'individualitzar el nom femení era indicant el nom del marit en genitiu; així, Clòdia, l'esposa de Quint Cecili Metel Cèler, era coneguda amb el nom de Clodia Metelli.
Modernament, Clàudia s'ha popularitzat com a nom de fonts, principalment com a femení de Claudi, malgrat que no manquin personatges històrics i religiosos de nom Clàudia.

## Llista de personatges

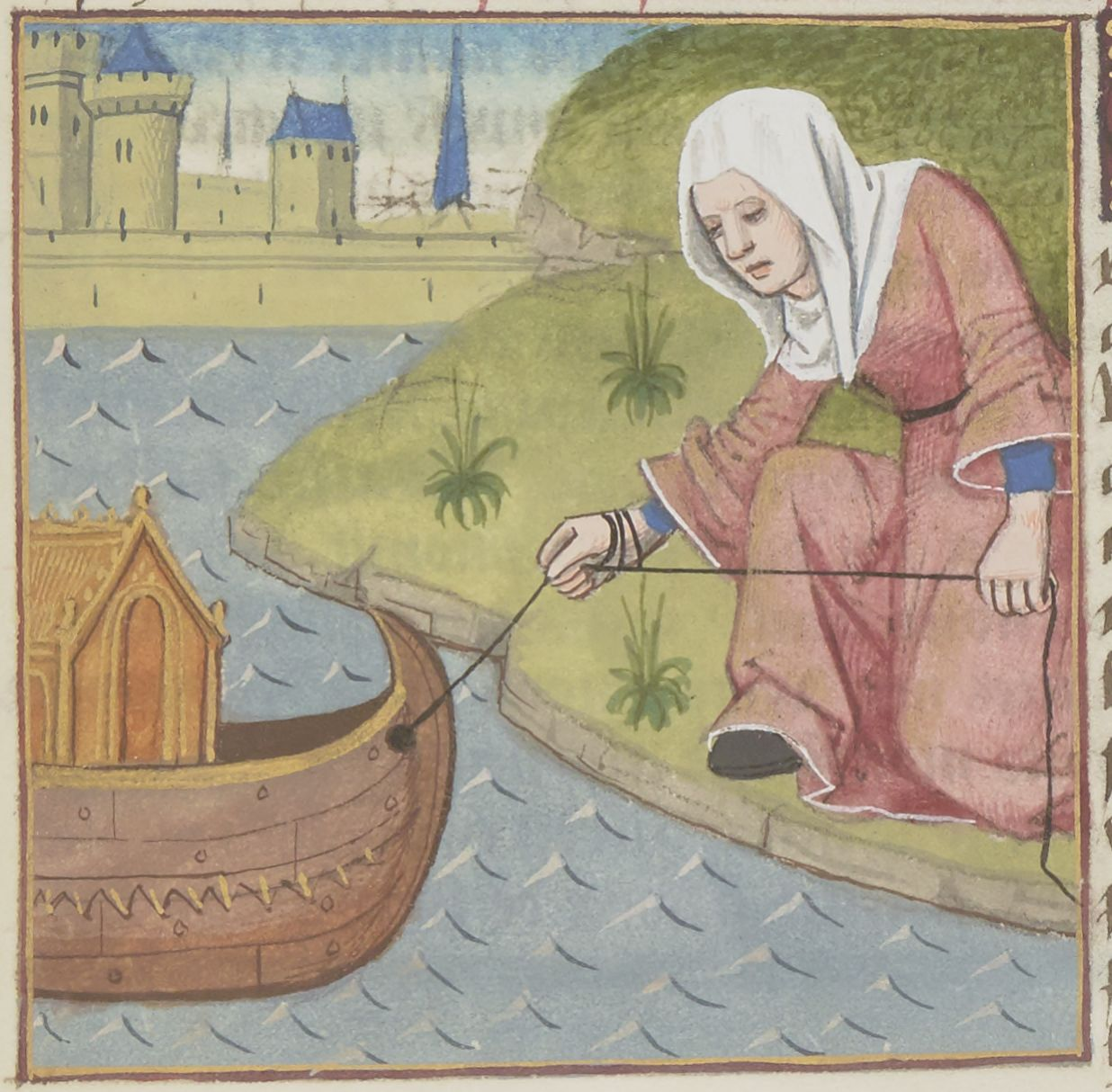
Clàudia Quinta estirant la barca amb la imatge de Cíbele

Llista de dones romanes de la gens Clàudia, agrupades per famílies:

### Clàudies Pulcres
- Clàudia Quinta, germana d'Api Claudi Pulcre (cònsol 212 aC) i relacionada amb l'arribada del culte a Cíbele a Roma
- Clàudia,[fr] verge vestal que protegí el seu pare Api Claudi Pulcre (cònsol 143 aC) el 143 aC de l'atac d'un grup de plebeus
- Clòdia Pulcra Tèrcia, filla gran d'Api Claudi Pulcre (cònsol 79 aC) i esposa de Quint Marci Rex
- Clòdia Pulcra Quarta, filla segona d'Api Claudi Pulcre i esposa de Quint Cecili Metel Cèler
- Clòdia Pulcra Quinta, filla petita d'Api Claudi Pulcre i esposa de Lucul
- Clàudia Pulcra, esposa d'August
- Clàudia Pulcra Major, filla gran d'Api Claudi Pulcre (cònsol 54 aC) i esposa de Marc Juni Brutus
- Clàudia Pulcra Menor, filla petita d'Api Claudi Pulcre i esposa de Gneu Pompeu el fill
- Clàudia Pulcra, filla de Clàudia Marcel·la la Menor i esposa de Publi Quintili Var, amiga de la seva cosina Agripina la Major

### Claudis Marcels
- Clàudia Marcel·la la Major, filla gran d'Octàvia Menor i esposa de Marc Vipsani Agripa

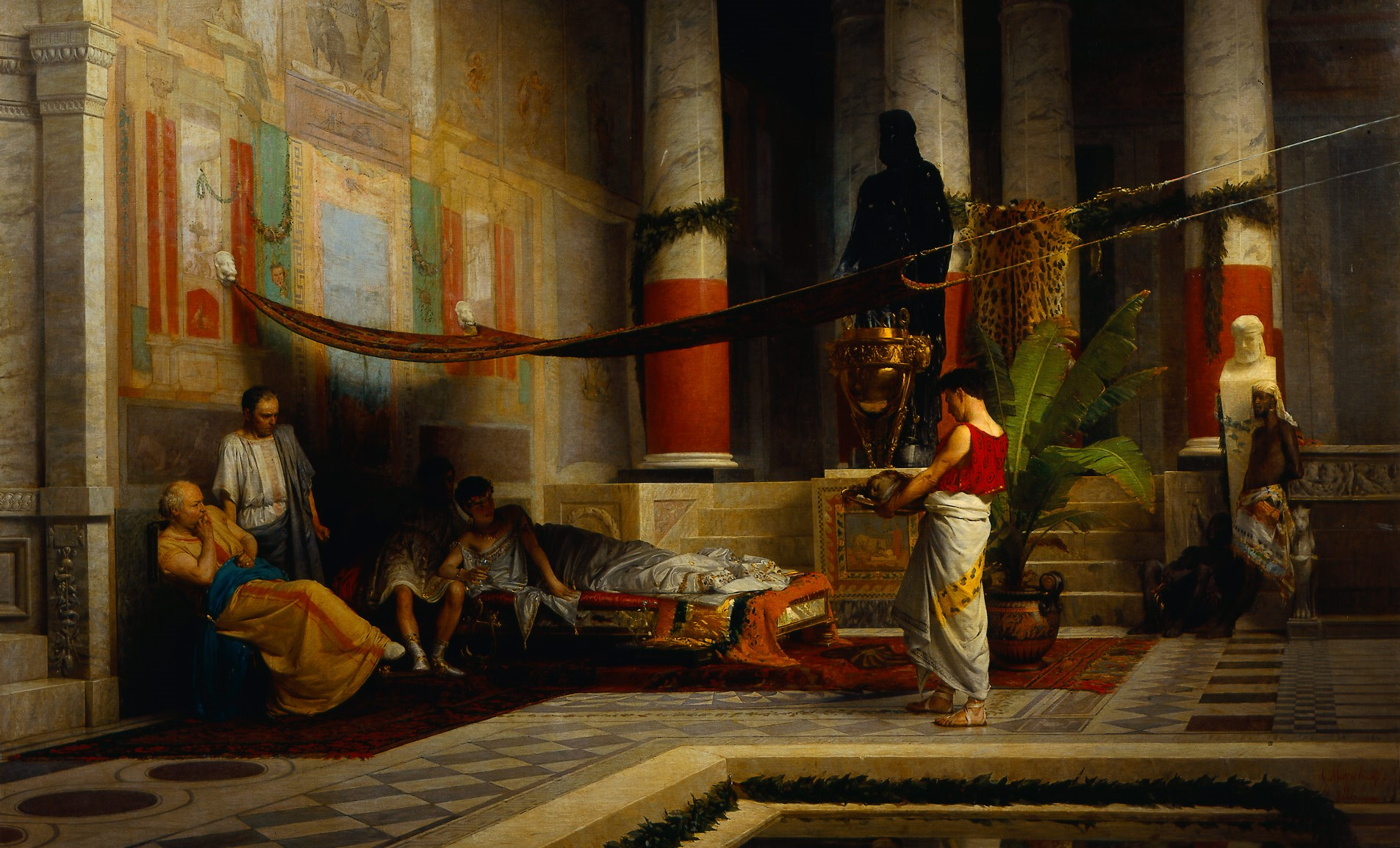
Popea portant el cap de Clàudia Octàvia a Neró

- Clàudia Marcel·la la Menor, filla petita d'Octàvia Menor i esposa de Paulus Emili Lèpid, i posteriorment de Marc Valeri Messal·la Apià

### Claudis Nerons
- Clàudia Livil·la, filla de Drus el Vell i Antònia la Menor i germana de Claudi i Germànic
- Clàudia Octàvia, filla de Claudi i esposa de Neró
- Clàudia Antònia, filla de Claudi
- Clàudia Augusta, filla de Neró i Popea, morta abans de fer el primer any

### Altres

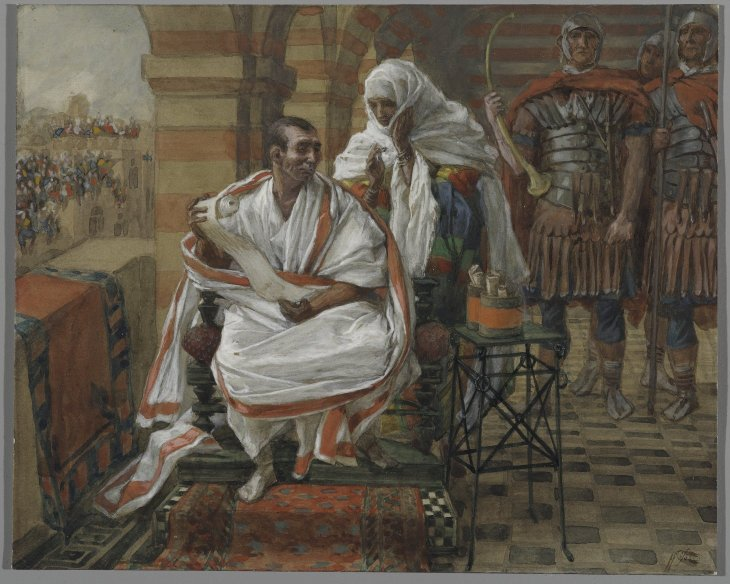
Pilat rebent un missatge de la seva esposa

- Clàudia Pròcula, nom que la tradició dona a l'esposa de Ponç Pilat, considerada santa en el cristianisme ortodox
- Clàudia Acte, amant de Neró
- Clàudia Rufina o Clàudia Matrona,[en] dona britànica que la tradició identifica amb una filla del cabdill britànic Caratac, entre d'altres
- Clàudia de Roma,[pol] dona que apareix en la Segona carta a Timoteu (4:21) i que la tradició identifica amb l'esposa de Pudent de Roma, amb la mare de Linus (segons les Constitucions Apostòliques), amb Clàudia Rufina, amb la filla de Caratac o amb tots quatre alhora
- Clàudia Crispina, suposada àvia de Constantí el Gran, en realitat és un personatge fictici creat per vincular Constantí amb l'emperador Claudi el Gòtic.
- Clàudia d'Ancira, màrtir durant la persecució de Dioclecià a Ancira
- Clàudia d'Amisos,[it] màrtir durant la persecució de Dioclecià a Amisos

Cal tenir en compte que, partir del segle i dC, molts dels Claudis d'origen desconegut descendeixen més aviat d'un llibert d'un emperador de nom Claudi, de manera que moltes d'aquestes Clàudies probablement no eren part de la gens Clàudia en el sentit genealògic. De la mateixa manera, a partir de final del segle iii el nom rarament reflecteix la pertinença a cap gens, ans és simplement un nom de fonts elegit pels pares.